# Mars (banda)
Mars foi uma banda de no wave da cidade de Nova Iorque formada por vocalista Sumner Crane em 1975.  Ele era acompanhado por China Burg (mais conhecida como Lucy Hamilton, nome real Connie Burg) (guitarra, vocais), Mark Cunningham (baixo), Nancy Arlen (bateria), e brevemente por Rudolph Grey. A banda fez um único show ao vivo com o nome de China antes de nomear-se definitivamente como Mars. Seu estilo abrangia desde o ambient até a noise, caracterizados por letras surrealista e uma bateria fora dos padrão convencionais. Todos os membros não tinham nenhum conhecimento musical e eram completamente inexperientes antes de formar a banda.
Em 1978, Mars apareceu na influente compilação  No New York produzido por Brian Eno, juntamente com D.N.A., Teenage Jesus and the Jerks, e James Chance and the Contortions, que ajudou a popularizar o nascente gênero no wave. 

## Discografia
- "3-E" (b/w "11,000 Volts") - 7", 197_ (Rebel) Note: Later released as a 12" on ZE
- No New York - LP, 1978 (Antilles/ Island) (recently reissued on CD) Note: 4-way split compilation w/ 3 other bands
- Mars - 12" EP (live), 1979 or 1980 (Lust/Unlust/ Infidelity)
- John Gavanti - LP, 1980 (Hyrax) (CD reissue on Atavistic) Note: featured Crane, Cunningham, Berg
- 78 - LP, 1986 (Widowspeak)
- Live Mars 77-78 - CD, 1995 (DSA) (France)
- 78+ - CD, 1996 (Atavistic)
- Mars LP: The Complete Studio Recordings, NYC 1977-1978 - CD, 2003 (G3G/ Spookysound) (Spain; limited edition) (Later released on LP by Important)(reissued by No More in 2008)